# Вилица
Вилица е прибор за хранене, който се състои от дръжка с няколко зъба накрая (два, три или четири според предназначението). Използва се за приготвяне и консумация на храна. Тя е разпространена предимно на запад, в далекоизточните страни се използват предимно пръчици за ядене.

## История
До изобретяването на вилицата повечето жители на Запада използват само лъжица и нож, но основно храната се е приемала с ръце. Аристократите са предпочитали да използват 2 ножа. Единият за рязане, а другият за поднасянето на храната в устата.
За първата вилица се споменава в IX век. Първите вилици са с два зъба (бода), прави и служат само за нанизване на храната. Вилиците намират широко приложение през XIV век, а в XVII век стават необходим атрибут на трапезата на знатните граждани и аристократите. Около XVIII век се появяват първите вилици с 4 зъба.
Интересен факт е, че католическата църква първоначално отхвърля използването на вилицата като я нарича „излишен разкош“.